# Braunsapis verticalis
Braunsapis verticalis är en biart som beskrevs av Reyes 1993. Braunsapis verticalis ingår i släktet Braunsapis och familjen långtungebin. Inga underarter finns listade.

## Bildgalleri

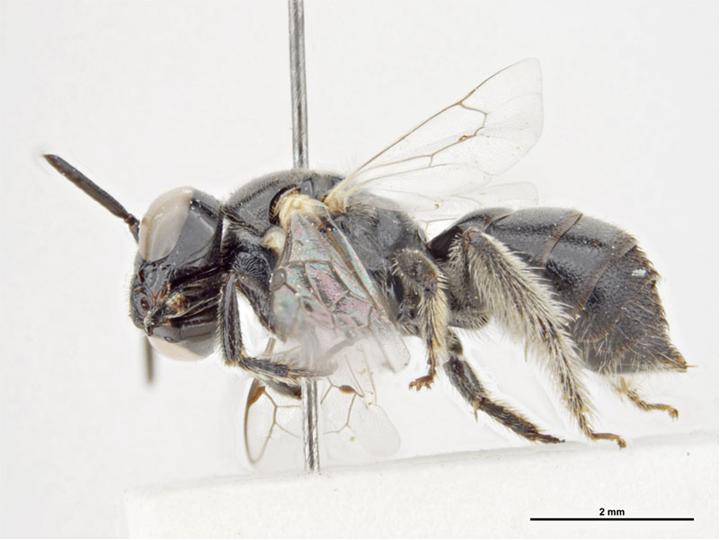